# Louis Anquetin

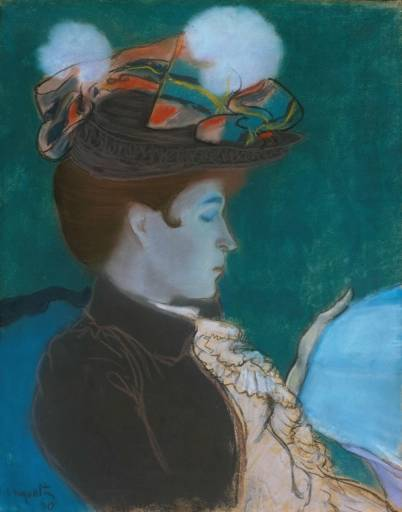
Jeune femme lisant un journal, 1890.

Louis Anquetin, född 26 januari 1861 i Étrépagny, död 19 augusti 1932 i Paris, var en fransk målare, verksam inom syntetism, cloisonism och symbolism.
Anquetin föddes i Étrépagny i Frankrike och utbildade sig vid Lycée Pierre Corneille i Rouen. Han kom till Paris 1882 och inledde konststudier vid Léon Bonnats verkstad och mötte där Henri de Toulouse-Lautrec. De två övergick sedan till Fernand Cormons verkstad och blev vänner med Émile Bernard och Vincent van Gogh.
Omkring 1887 skapade Anquetin och Bernard konstriktningen cloisonnism, en måleriteknik som kännetecknas av platta färgytor avgränsade av tjocka konturer. Verket L'Avenue de Clichy, cinq heures du soir i denna teknik från 1887 sägs ha inspirerat Van Goghs målning Terrasse du café le soir, 1888.
Anquetin övergav moderna stilar och rörelser och föredrog att studera stora mästare. Verk som Rinaldo och Armida, efter mitten av 1890, visade stark påverkan av Peter Paul Rubens. Senare i livet författade Anquetin en bok om Rubens, publicerad 1924.

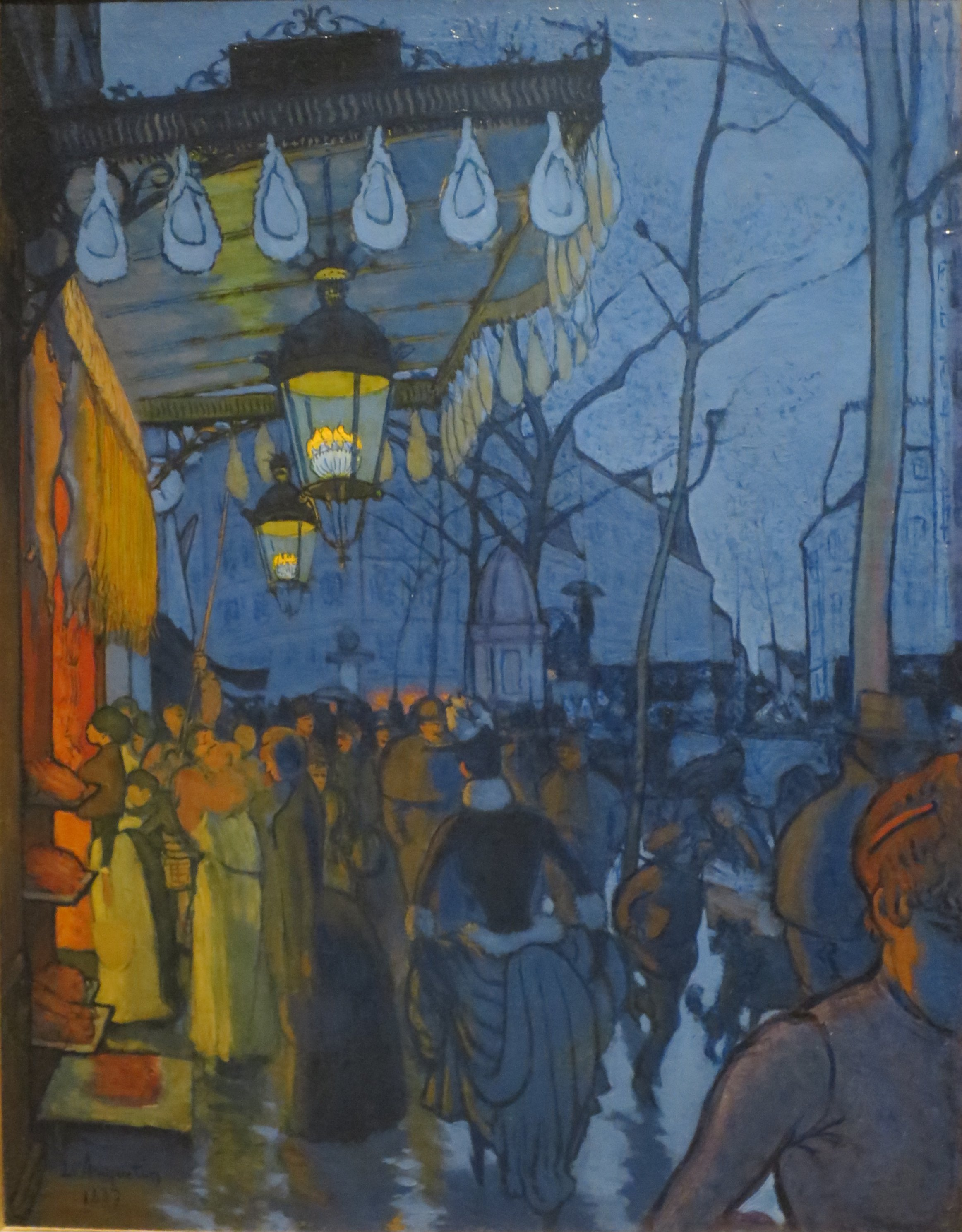
L'Avenue de Clichy, cinq heures du soir (1887) av Anquetin.
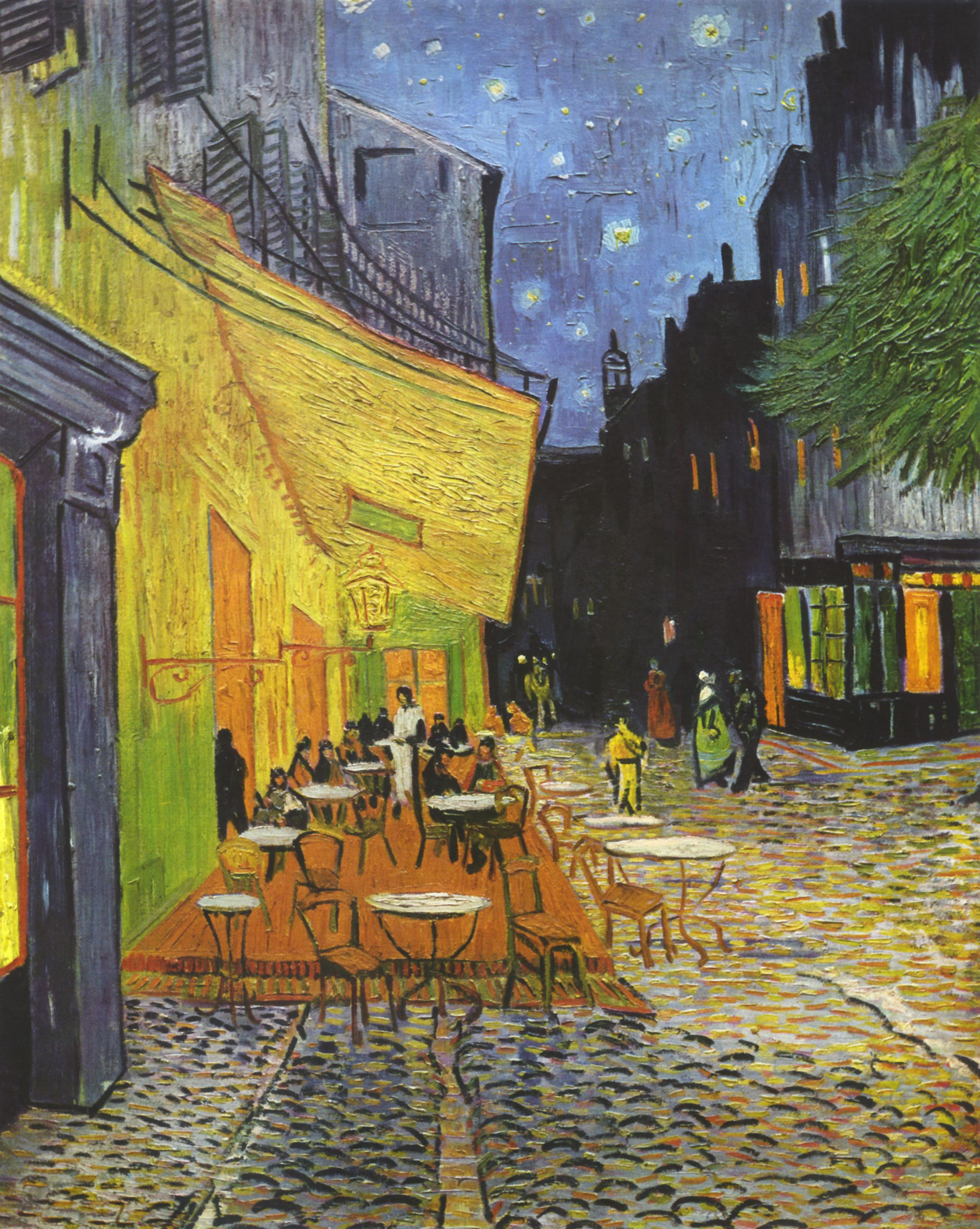
Terrasse du café le soir (1888) av van Gogh.